# Thân vương quốc Göttingen
Thân vương quốc Göttingen (tiếng Đức: Fürstentum Göttingen) là một phân khu của Công quốc Brunswick-Lüneburg trong Đế quốc La Mã Thần thánh, với Göttingen là kinh đô. Nó được tách ra khỏi Thân vương quốc Brunswick-Wolfenbüttel vào năm 1286 trong quá trình phân chia tài sản giữa các thành viên của Nhà Welf cầm quyền. Năm 1495, vùng đất Göttingen được hợp nhất thành một phần không thể tách rời của Thân vương quốc Calenberg, họ vẫn thống nhất với nhau cho đến khi lãnh thổ được sáp nhập vào Tuyển hầu xứ Hannover.

## Lịch sử
Lãnh thổ Göttingen đã thuộc về tài sản của bá tước Welf Henry Trưởng lão vào đầu thế kỷ XIII. Sau cái chết của công tước Brunswick-Lüneburg đầu tiên là Otto I vào năm 1257, các con trai của ông là Albert Cao kều và John được thừa kế lãnh thổ của cha họ. Công tước Albert ban đầu cai trị thay cho em trai mình, lúc đó vẫn còn là trẻ vị thành niên.
Khi John đến tuổi trưởng thành vào năm 1267, hai anh em cuối cùng đã đồng ý phân chia lãnh thổ giữa họ, bước đầu tiên trong quá trình phân chia lãnh thổ kéo dài hàng thế kỷ của công quốc Brunswick-Lüneburg. Có hiệu lực từ năm 1269, các vùng lãnh thổ xung quanh các thành phố Wolfenbüttel và Göttingen ở phía Nam thuộc về Albert, cai trị dưới danh hiệu Thân vương xứ Wolfenbüttel. Chúng được thừa kế bởi các con trai của ông là Henry Ngưỡng mộ, Albert II Béo và William vào năm 1279. Năm 1286, hai anh em lại phân chia di sản của mình, Albert II đã chọn Göttingen làm nơi ở của mình và chuyển đến nơi cư trú của Welf, nơi ông đã xây dựng lại thành một pháo đài. Sau khi em trai William qua đời vào năm 1292, ông cũng có thể giành được phân khu xung quanh Wolfenbüttel chống lại anh trai Henry, người chỉ giữ lại Thân vương quốc Grubenhagen.